# Liste des mouvements autonomistes ou séparatistes
Cette liste énumère différentes organisations séparatistes ou sécessionnistes ou autonomistes.

## Afrique
| Pays                             | Territoire                                            | Peuple                     | Organisation | Revendications                                                                                            | Date de fondation | En activité | Usage de la violence           |
| -------------------------------- | ----------------------------------------------------- | -------------------------- | --- | --- | ----------------- | ----------- | ------------------------------ |
| Afrique du Sud                   | Volkstaat                                             | Boers et Afrikaners        | Front de la liberté | Indépendance du Volkstaat                                                                                 | 1994              | ✔️          | ❌                             |
| Afrique du Sud                   | Volkstaat                                             | Boers et Afrikaners        | Mouvement de résistance afrikaner | Indépendance du Volkstaat                                                                                 | 3 juillet 1973    | ✔️          | ✔️                             |
| Afrique du Sud                   | Volkstaat                                             | Boers et Afrikaners        | Boeremag (en) | Indépendance du Volkstaat                                                                                 |                   | ✔️          | ✔️                             |
| Afrique du Sud                   | Le Cap                                                | Afrikaners                 | Cape Independence Party (en) | Indépendance des provinces du Cap-Nord, Cap-Occidental et des parties du Cap-Oriental et de l'État libre. | 2007              | ✔️          | ❌                             |
| Algérie                          | Kabylie                                               | Kabyles                    | Mouvement pour l'autodétermination de la Kabylie (MAK) | Indépendance de la Kabylie, gouvernement provisoire kabyle en exil                                        | 2001              | ✔️          | ❌                             |
| Angola                           | Cabinda                                               | Bakongo                    | Front de libération de l'enclave de Cabinda | Indépendance de la république de Cabinda, gouvernement en exil                                            | 1963              | ✔️          | ✔️                             |
| Angola                           | Pays du peuple Lunda-Tchokwé (Centre-Est de l'Angola) | Tchokwés                   | Partido Democrático da Defesa do Estado Lunda-Tchokwé (gouvernement en exil), Mulher Unida da Lunda-Tchokwé (MULT), Pioneiros Unidos da Lunda-Tchokwé (PULT), Juventude Unida da Lunda-Tchokwé (JULT) | Indépendance                                                                                              |                   |             |                                |
| Cameroun                         | Ambazonie                                             | Anglophones du Cameroun    | | Indépendance des régions du Nord-Ouest et du Sud-Ouest.                                                   | 2017              | ✔️          | ✔️                             |
| Cameroun                         | Bakassi                                               |                            | Mouvement pour l'autodétermination de Bakassi | Indépendance                                                                                              |                   | ✔️          | ✔️                             |
| République centrafricaine        | République de Logone                                  | Musulmans de Centrafrique  | Séléka | Indépendance                                                                                              | 2014              | ✔️          | ✔️                             |
| Comores                          | Anjouan                                               | Comoriens                  | Mouvement populaire anjouanais | Indépendance ou rattachement à la France                                                                  |                   | ✔️          | ❌                             |
| Comores                          | Mohéli                                                | Comoriens                  | | Indépendance                                                                                              |                   |             |                                |
| République du Congo              | Congo-Sud                                             | Congolais du Sud           | | Indépendance                                                                                              |                   |             |                                |
| République démocratique du Congo | Bas-Congo                                             | Kongos                     | Bundu dia Kongo | Indépendance, établissement d'un vaste État fédéral pour le peuple kongo en Afrique centrale              | 1969              | ✔️          | ✔️                             |
| République démocratique du Congo | Katanga                                               | Katangais                  | Union des fédéralistes et des républicains indépendants | Autonomie                                                                                                 | 1969              | ✔️          | ✔️                             |
| République démocratique du Congo | Katanga                                               | Katangais                  | Mai-Mai Kata Katanga | Indépendance                                                                                              | 2011              | ✔️          | ✔️                             |
| Espagne                          | Îles Canaries                                         | Canariens                  | Congrès National des Canaries (en) | Indépendance                                                                                              |                   | ✔️          | ❌                             |
| Espagne                          | Îles Canaries                                         | Canariens                  | Mouvement pour l'autodétermination et l'indépendance de l'archipel des îles Canaries | Indépendance                                                                                              | 1964              | ❌          | ✔️                             |
| Espagne                          | Îles Canaries                                         | Canariens                  | Front populaire des îles Canaries | Indépendance                                                                                              | 1986              | ✔️          | ❌                             |
| Éthiopie                         | Gambela                                               | Majoritairement des Anuaks | Gambela People's Liberation Movement ; mouvements fils et/ou dissidents | | 1985              | ✔️          | ✔️                             |
| Éthiopie                         | Ogaden                                                | Somalis                    | Front national de libération de l'Ogaden | Indépendance de la république de l'Ogadenia                                                               | 1984              | ✔️          | ✔️                             |
| Éthiopie                         | Oromia                                                | Oromos                     | Front de libération oromo | Indépendance                                                                                              | 1973              | ✔️          | ✔️                             |
| Éthiopie                         | Oromia                                                | Oromos                     | Front pour un Oromia indépendant et démocratique (Front islamique pour la libération d'Oromia) | Indépendance                                                                                              | 1985              | ✔️          | ✔️                             |
| Éthiopie                         | Oromia                                                | Oromos                     | Conference of Oromiya Peoples Liberation Front | Indépendance                                                                                              |                   |             |                                |
| Éthiopie                         | Sidama                                                | Sidamas                    | Front national de libération sidama | Auto-détermination                                                                                        | 2006              | ✔️          | ✔️                             |
| Éthiopie                         | Tigré                                                 | Tigréens                   | Parti de l'indépendance du Tigré | Indépendance de la république de l'Ogadenia                                                               | 2020              | ✔️          | ✔️                             |
| France                           | La Réunion                                            | Réunionnais                | Parti communiste réunionnais | Autonomie                                                                                                 | 1959              | ✔️          | ❌                             |
| France                           | La Réunion                                            | Réunionnais                | LPLP (Lorganizasion Popilèr po Libèr nout Péi) | Indépendance                                                                                              | 2008              | ✔️          | ❌                             |
| Guinée équatoriale               | Bioko                                                 | Bubis                      | Mouvement pour l'autodétermination de l'ile Bioko (en) | Indépendance                                                                                              | 1993              | ✔️          |                                |
| Ghana                            | Région Ashanti                                        | Ashantis                   | Ashanti United Party, Ashanti Federal Party, Ashanti Movement for Freedom and Justice, National Liberation Movement                                                                                   | Indépendance                                                                                              |                   |             |                                |
| Ghana                            | Togoland de l'Ouest                                   | Éwés                       | Front de restauration du Togoland de l'Ouest | Indépendance                                                                                              | 2019              | ✔️          | ✔️                             |
| Kenya                            | Mombasa                                               | Habitants de Mombasa       | Mombasa Republican Council | Indépendance                                                                                              | 1999              | ✔️          | ✔️                             |
| Kenya                            | Province nord-orientale                               | Somalis                    | | Unification avec la Somalie ou indépendance                                                               | 1963              | ✔️          | (voir : Guerre de Shifta (en)) |
| Libye                            | Cyrénaïque                                            | Arabes                     | Conseil transitionnel de la Cyrénaïque | Autonomie                                                                                                 | 2012              |             |                                |
| Libye                            | Pays toubou                                           | Toubous                    | Front toubou pour le salut de la Libye | Égalité des droits                                                                                        | 2007              | ✔️          | ✔️                             |
| Mali                             | Azawad                                                | Touaregs                   | Mouvement national de libération de l'Azawad (MNLA) | Indépendance                                                                                              | 1958 puis 2012    | ❌          | ✔️                             |
| Maroc                            | Sahara occidental                                     | Sahraoui                   | Front Polisario | Indépendance, État auto-proclamé : République arabe sahraouie démocratique                                | 1973              | ✔️          | ✔️                             |
| Maroc                            | Rif                                                   | Rifains                    | Parti national rifain (PNR) | Restauration de la République du Rif                                                                      | 2023              |             |                                |
| Maurice                          | Rodrigues                                             | Rodriguais                 | Organisation du peuple rodriguais | Autonomie                                                                                                 | 1976              | ✔️          | ❌                             |
| Namibie                          | Bande de Caprivi                                      | Lozis                      | Caprivi Liberation Army | Indépendance                                                                                              | 1994              | ✔️          | ✔️                             |
| Namibie                          | Barotseland                                           | Lozis                      | Barotse Royal Establishment | Indépendance                                                                                              |                   |             |                                |
| Namibie                          | Rehoboth                                              | Basters du Rehoboth        | The United People`s Movement | Autonomie                                                                                                 |                   |             |                                |
| Niger                            | Département d'Agadez                                  | Toubous                    | Forces armées révolutionnaires du Sahara | Peut-être indépendance                                                                                    |                   | ✔️          | ✔️                             |
| Nigeria                          | Delta du Niger                                        | Ijaws                      | Mouvement pour l'émancipation du delta du Niger | Indépendance                                                                                              | 2004              | ✔️          | ✔️                             |
| Nigeria                          | Delta du Niger                                        |                            | Force des volontaires du delta du Niger (en) | Indépendance                                                                                              | 2004              | ✔️          | ✔️                             |
| Nigeria                          | Oduduwa                                               | Yorubas                    | Ilana Omo Oodua, Nigerian Indigenous Nationalities Alliance for Self-Determination, O'odua Grand Alliance for Independence, Oodua People's Congress Ogafi                                             | Indépendance                                                                                              |                   |             |                                |
| Nigeria                          | Biafra                                                |                            | Mouvement pour l'actualisation de la souveraineté de l'état de Biafra (en) | Indépendance                                                                                              |                   | ✔️          | ❌                             |
| Portugal                         | Açores                                                | Açoréens                   | Frente de Libertação dos Açores (FLA) | Indépendance                                                                                              | 1974              | ✔️          | ✔️                             |
| Portugal                         | Açores                                                | Açoréens                   | Partido Autónomo Socialista Açoriano | Indépendance                                                                                              |                   |             |                                |
| Portugal                         | Açores                                                | Açoréens                   | Partido Nacionalista Açoriano | Indépendance                                                                                              |                   |             |                                |
| Portugal                         | Açores                                                | Açoréens                   | Partido independente Federalista Açoriano | Indépendance                                                                                              |                   |             |                                |
| Portugal                         | Açores                                                | Açoréens                   | Parti démocrate de l'Atlantique | Autonomie                                                                                                 | 1974              | ❌          | ❌                             |
| Portugal                         | Madère                                                | Madériens                  | FLAMA (Frente de Libertação do Arquipélago da Madeira) | Indépendance                                                                                              | 1974              | ❌          | ✔️                             |
| Portugal                         | Madère                                                | Madériens                  | Partido Socialista Democrático Autónomo Madeirense | |                   |             |                                |
| Portugal                         | Madère                                                | Madériens                  | Parti démocrate de l'Atlantique | Autonomie                                                                                                 | 1974              | ❌          | ❌                             |
| Royaume-Uni                      | Archipel des Chagos                                   | Chagossiens                | Chagos refugees group | Indépendance                                                                                              |                   | ✔️          | ❌                             |
| Sénégal                          | Casamance                                             | Diolas                     | Mouvement des forces démocratiques de Casamance | Indépendance                                                                                              | 1947              | ✔️          | ✔️                             |
| Somalie                          | Jubaland                                              | Clan Mareha (Somalis)      | Mouvement Patriotique Somali (en) | Indépendance                                                                                              | 1989              | ✔️          | ✔️                             |
| Somalie                          | Somaliland                                            | Clan Issaks (Somalis)      | Mouvement national somalien | Indépendance de fait de la république du Somaliland                                                       |                   | ✔️          | ❌                             |
| Soudan                           | Darfour                                               | Fours                      | Armée de libération du Soudan | Indépendance                                                                                              | 1993              | ✔️          | ✔️                             |
| Tanzanie                         | Zanzibar                                              | Swahilis                   | Front civique uni | Indépendance                                                                                              | 1992              | ✔️          | ❌                             |
| Tanzanie                         | Zanzibar                                              | Swahilis                   | Uamsho | Indépendance sous la forme d'une république islamique                                                     | 2001              | ✔️          | ✔️                             |
| Zambie                           | Barotseland                                           | Lozis                      | Barotse Patriotic Front | Indépendance                                                                                              |                   |             |                                |
| Zimbabwe                         | Matabeleland                                          | Ndébélés                   | Mthwakazi Liberation Front, Matabeleland Freedom Party, Mthwakazi Republic Party | Indépendance (Mthwakazi (en))                                                                             | 2014              | ✔️          | ✔️                             |

## Amérique
| Pays                       | Territoire | Peuple                                    | Organisation                                                                              | Revendications | Date de fondation                          | En activité | Usage de la violence |
| -------------------------- | --- | ----------------------------------------- | ----------------------------------------------------------------------------------------- | --- | ------------------------------------------ | ----------- | -------------------- |
| Antigua-et-Barbuda         | Barbuda | Barbudiens                                | Mouvement populaire de Barbuda                                                            | Indépendance | 1978                                       | ✔️          | ❌                   |
| Argentine                  | Mapuches d'Argentine (Araucanie (région historique))                                                                 | Mapuche                                   | Résistance ancestrale mapuche (RAM)                                                       | Revendication et autonomie | 1990                                       | ✔️          | ✔️                   |
| Argentine                  | Mapuches d'Argentine (Araucanie (région historique))                                                                 | Mapuche                                   | Conseil de toutes les terres                                                              | Indépendance | 1980                                       |             |                      |
| Argentine                  | Province de Mendoza                                                                                                  |                                           | Mendoexit                                                                                 | Indépendance |                                            |             |                      |
| Bolivie                    | Département de Santa Cruz                                                                                            | Créoles à dominante européenne            | Unión Juvenil Cruceñista (Union de Jeunesse de Santa Cruz)                                | Indépendance | 1957                                       | ✔️          | ✔️                   |
| Brésil                     | Amazonas | Peuples d'Amazonie                        | Mouvement des peuples de l'Amazonie                                                       | Indépendance |                                            |             |                      |
| Brésil                     | Espírito Santo |                                           | Espirito Santo e Meu Pais                                                                 | Indépendance |                                            |             |                      |
| Brésil                     | Nordeste |                                           | Frente Libertária Nordeste Livre                                                          | Indépendance |                                            |             |                      |
| Brésil                     | État de Rio de Janeiro                                                                                               |                                           | O Rio é o Meu País                                                                        | Indépendance |                                            |             |                      |
| Brésil                     | Rio Grande do Sul | Européens brésiliens                      | Movimento pró República Rio-Grandense                                                     | Indépendance | 1999                                       | ✔️          | ❌                   |
| Brésil                     | État de São Paulo | Européens brésiliens                      | São Paulo Livre, Movimento República de São Paulo, Movimento São Paulo Independente       | Indépendance | 2004                                       | ✔️          | ❌                   |
| Brésil                     | Région du Sud du Brésil (Paraná, Rio Grande do Sul, Santa Catarina)                                                  | Européens brésiliens                      | O Sul é o Meu País (« le sud et mon pays »)                                               | Indépendance | élection d'indépendance le 10 octobre 2016 | ✔️          | ❌                   |
| Canada                     | Acadie | Acadien                                   | Parti acadien                                                                             | Création de la province de l'Acadie indépendante du Nouveau-Brunswick, rattachement au Canada                                    | 1972                                       | ❌          | ❌                   |
| Canada                     | Alberta | Albertains                                | Separation Party of Alberta                                                               | Indépendance de la province d'Alberta, rattachement aux États-Unis ou création d'un État de l'Ouest (voir Séparatisme albertain) |                                            | ✔️          | ❌                   |
| Canada                     | Cascadie | Cascadiens                                |                                                                                           | Indépendance de la Cascadie, couvrant les actuelles Colombie-Britannique, État de Washington et Orégon                           | 2004                                       | ✔️          | ❌                   |
| Canada                     | Île de Vancouver |                                           | Vancouver Island Party (es)                                                               | Érection de l'Île de Vancouver en province indépendante                                                                          | 2016                                       | ❌          | ❌                   |
| Canada                     | Ouest canadien | Canadiens de l'Ouest                      | Parti Maverick (es)                                                                       | Indépendance | 2020                                       | ✔️          | ❌                   |
| Canada                     | Québec | Québécois                                 | Québec solidaire                                                                          | Indépendance de la Province de Québec (voir Mouvement souverainiste du Québec)                                                   | 2006                                       | ✔️          | ❌                   |
| Canada                     | Québec | Québécois                                 | Parti indépendantiste (1985)                                                              | Indépendance de la Province de Québec (voir Mouvement souverainiste du Québec)                                                   | 1985                                       | ✔️          | ❌                   |
| Canada                     | Québec | Québécois                                 | Parti indépendantiste (2008)                                                              | Indépendance de la Province de Québec (voir Mouvement souverainiste du Québec)                                                   | 2007                                       | ✔️          | ❌                   |
| Canada                     | Québec | Québécois                                 | Parti québécois                                                                           | Indépendance de la Province de Québec (voir Mouvement souverainiste du Québec)                                                   | 1968                                       | ✔️          | ❌                   |
| Canada                     | Québec | Québécois                                 | Option nationale                                                                          | Indépendance de la Province de Québec (voir Mouvement souverainiste du Québec)                                                   | 2011                                       | ❌          | ❌                   |
| Canada                     | Québec | Québécois                                 | Front de libération du Québec                                                             | Indépendance de la Province de Québec (voir Mouvement souverainiste du Québec)                                                   | 1963                                       | ❌          | ✔️                   |
| Canada                     | Québec | Québécois                                 | Parti nationaliste chrétien                                                               | Indépendance de la Province de Québec                                                                                            | 1967                                       | ❌          | ❌                   |
| Canada                     | Québec | Québécois                                 | Rassemblement pour l'indépendance nationale                                               | Indépendance de la Province de Québec                                                                                            | 10 septembre 1960                          | ❌          | ❌                   |
| Canada                     | Québec | Québécois                                 | Ralliement national                                                                       | Indépendance de la Province de Québec                                                                                            | 13 mars 1966                               | ❌          | ❌                   |
| Canada                     | Québec | Québécois                                 | Mouvement Souveraineté-Association                                                        | Indépendance de la Province de Québec                                                                                            | 1967                                       | ❌          | ❌                   |
| Canada                     | Saskatchewan | Saskatchewanais                           | Parti de l'Indépendance de l'Ouest de la Saskatchewan                                     | Indépendance de la Province de Saskatchewan                                                                                      | 12 juillet 2003                            | ✔️          | ❌                   |
| Chili                      | Arica |                                           | Arica Estado Independiente                                                                | Autonomie, régionalisme | 2014                                       |             |                      |
| Chili                      | Chiloé | Habitants de Chiloé                       | Movimiento Archipiélago Soberano                                                          | Autonomie, reconnaissance des particularismes locaux                                                                             |                                            |             |                      |
| Chili                      | Magallanes |                                           | Partido Regionalista de Magallanes                                                        | Autonomie accrue | 1932                                       |             |                      |
| Chili                      | Mapuches du Chili (Région de l'Araucanie, Région du Biobío, région de los Lagos, Région des Lacs,Région des Fleuves) | Mapuche                                   | Résistance ancestrale mapuche (RAM)                                                       | Revendication et autonomie | 1990                                       | ✔️          | ✔️                   |
| Colombie                   | Archipel de San Andrés, Providencia et Santa Catalina                                                                | Peuple Raizal (es)                        | Archipelago Movement for Ethnic Native Self-Determination                                 | Auto-détermination | 1999                                       |             |                      |
| Danemark                   | Groenland | Inuits                                    | Inuit Ataqatigiit, Issituup                                                               | Indépendance | 1976 (IA)                                  | ✔️          | ❌                   |
| États-Unis                 | Alaska |                                           | Alaskan Independence Party                                                                | Indépendance | 1970s                                      | ✔️          | ❌                   |
| États-Unis                 | Aztlan | Chicanos                                  | Brown Berets MEChA Freedom Road Socialist Organization La Raza Unida United Farm Workers  | Auto-détermination (en) pour les Chicanos des États-Unis ou retour au Mexique (Voir aussi : Nationalisme chicano)                | Années 1960                                |             |                      |
| États-Unis                 | Californie | Californiens                              | Parti national californien California Freedom Coalition Sécessionnisme en Californie (en) | Indépendance (Voir aussi : Calexit)                                                                                              | Années 2010                                | ✔️          | ❌                   |
| États-Unis                 | Cascadie | Cascadiens                                |                                                                                           | Indépendance de la Cascadie, couvrant les actuelles Colombie-Britannique, État de Washington et Orégon                           | 2004                                       | ✔️          | ❌                   |
| États-Unis                 | État du Deseret | Mormons                                   | Suprémacistes blancs, DezNat                                                              | Création d'un État mormon ou indépendance                                                                                        |                                            | ✔️          |                      |
| États-Unis                 | Floride | Blancs américains, Suprémacistes blancs   | Republic of Florida Militia (ROF)                                                         | Indépendance d'un État blanc antisémite                                                                                          | 2014                                       | ✔️          | ❌                   |
| États-Unis                 | République Lakota | Lakotas                                   | Mouvement de Libération Lakota (en)                                                       | Indépendance | 2007                                       | ✔️          | ✔️                   |
| États-Unis                 | Republic of New Afrika                                                                                               | Afro-Américains                           | New England Independence Campaign                                                         | Indépendance |                                            |             |                      |
| États-Unis                 | New Hampshire |                                           | Free State Project                                                                        | Indépendance d'un État ultra-libéral                                                                                             | 2001                                       | ✔️          | ❌                   |
| États-Unis                 | Northwest Territorial Imperative                                                                                     | Blancs américains                         | Northwest Territorial Imperative                                                          | Indépendance du Nord-Ouest des États-Unis et transformation en un État aryen                                                     | Années 1970                                |             |                      |
| États-Unis                 | Nouvelle-Angleterre                                                                                                  |                                           |                                                                                           | Indépendance |                                            |             |                      |
| États-Unis                 | Porto Rico |                                           | Parti indépendantiste portoricain                                                         | Indépendance | 1946 (PIP)                                 | ✔️          | ❌                   |
| États-Unis                 | Porto Rico |                                           | Armée Populaire Boricua (en), Fuerzas Armadas de Liberación Nacional Puertorriqueña (en)  | Indépendance | 1960s (FALN (en))                          | ✔️          | ✔️                   |
| États-Unis                 | Sud des États-Unis                                                                                                   |                                           | Ligue du Sud                                                                              | Création d'une nouvelle confédération                                                                                            | 1994                                       | ✔️          | ❌                   |
| États-Unis                 | Texas | Texans                                    | Texas Nationalist Movement                                                                | Indépendance (voir aussi : Sécessionnisme texan (en))                                                                            | 2005                                       | ✔️          | ❌                   |
| États-Unis                 | Vermont |                                           | Second Vermont Republic                                                                   | Indépendance ou rattachement au Canada ou à un État Québécois indépendant                                                        | 2003                                       | ✔️          | ❌                   |
| France                     | Guadeloupe | Guadeloupéens                             | Mouvman Gwadloupéyen                                                                      | Indépendance | 1997                                       | ✔️          | ❌                   |
| France                     | Guadeloupe | Guadeloupéens                             | Union populaire pour la libération de la Guadeloupe                                       | Indépendance | 1978                                       | ✔️          | ✔️                   |
| France                     | Guyane |                                           | Mouvement de décolonisation et d'émancipation sociale                                     | Autonomie puis Indépendance | 1991                                       | ✔️          | ❌                   |
| France                     | Martinique | Martiniquais                              | Mouvement indépendantiste martiniquais                                                    | Indépendance | 1978                                       | ✔️          | ❌                   |
| France                     | Martinique | Martiniquais                              | Mouvement des démocrates et écologistes pour une Martinique souveraine                    | Indépendance | 1992                                       | ✔️          | ❌                   |
| France                     | Martinique | Martiniquais                              | Parti progressiste martiniquais                                                           | Autonomie | 1958                                       | ✔️          | ❌                   |
| France                     | Saint-Martin |                                           | Unification de Saint Martin (en)                                                          | Unification de Saint-Martin | 1990                                       |             |                      |
| Mexique                    | Chiapas | Divers peuples amérindiens                | Armée zapatiste de libération nationale                                                   | Autonomie des communautés indigènes du Chiapas (voir Révolte au Chiapas)                                                         | 1983                                       | ✔️          | (autodéfense)        |
| Mexique                    | Yucatán, Campeche, Quintana Roo                                                                                      | Principalement Maya                       |                                                                                           | Sécession, autonomie | 1841-1848                                  | ❌          | ❌                   |
| Nicaragua                  | Moskitie | Moskitiens                                |                                                                                           | Indépendance |                                            | ✔️          |                      |
| Pays-Bas                   | Aruba |                                           | Mouvement électoral du peuple (Aruba)                                                     | Indépendance | 1971                                       |             |                      |
| Pays-Bas                   | Aruba | Concentration for the Liberation of Aruba | Indépendance                                                                              | 2001 |                                            |             |                      |
| Pays-Bas                   | Bonaire |                                           |                                                                                           | Indépendance |                                            |             |                      |
| Pays-Bas                   | Curaçao |                                           | Mouvement pour l'avenir de Curaçao                                                        | Indépendance | 2010                                       |             |                      |
| Pays-Bas                   | Curaçao | Peuple souverain                          | Indépendance                                                                              | 2005 |                                            |             |                      |
| Pays-Bas                   | Saba |                                           |                                                                                           | Indépendance |                                            |             |                      |
| Pays-Bas                   | Saint-Eustache |                                           |                                                                                           | Indépendance |                                            |             |                      |
| Pays-Bas                   | Saint-Martin |                                           | Unification de Saint Martin (en)                                                          | Unification de Saint-Martin | 1990                                       |             |                      |
| Royaume-Uni                | Anguilla | Anguillais                                |                                                                                           | Indépendance |                                            |             |                      |
| Royaume-Uni                | Bermudes | Bermudiens                                | Parti travailliste progressiste                                                           | Indépendance | 1963                                       | ✔️          | ❌                   |
| Royaume-Uni                | Bermudes | Bermudiens                                | One Bermuda Alliance                                                                      | Indépendance | 2011                                       | ✔️          | ❌                   |
| Royaume-Uni                | Bermudes | Bermudiens                                | Gombey Liberation Movement                                                                | Indépendance | 2003                                       | ✔️          | ❌                   |
| Saint-Christophe-et-Niévès | Niévès |                                           | Parti réformateur de Niévès, Mouvement des citoyens conscients                            | Indépendance | 1970 (NRP)                                 | ✔️          | ❌                   |
| Trinité-et-Tobago          | Tobago |                                           | Congrès d'Action Démocratique (en)                                                        | Autonomie | 1971 (DAC (en))                            | ✔️          | ❌                   |
| Venezuela                  | Zulia |                                           | Rumbo Propio (es)                                                                         | Autonomie ou Indépendance | Avant 2006                                 | ✔️          | ❌                   |

## Asie de l'Est
| Pays                          | Territoire                             | Peuple    | Organisation                                                 | Revendications                           | Date de fondation | En activité | Usage de la violence                  |
| ----------------------------- | -------------------------------------- | --------- | ------------------------------------------------------------ | ---------------------------------------- | ----------------- | ----------- | ------------------------------------- |
| Birmanie                      | État shan                              | Shan      | Taï Revolutionnary Council                                   |                                          | 1985              | ✔️          | (Mong Taï Army)                       |
| Birmanie                      | État shan                              | Shan      | Shan United Army                                             | Indépendance                             | 1964              | (MTA)       | ✔️                                    |
| Birmanie                      | État shan                              | Shan      | Armée Révolutionnaire Shan Unis (en)                         | Indépendance                             | 1969              | (TRC)       | ✔️                                    |
| Birmanie                      | État shan                              | Shan      | Shan State Progress Party                                    | Indépendance                             | 1964              | ✔️          | (Armée de l'état de Shan (en))        |
| Birmanie                      | État shan                              | Shan      | Armée de l'état de Shan – Sud (en)                           | Indépendance                             | 1995              | ✔️          | ✔️                                    |
| Birmanie                      |                                        | Karens    | Union nationale karen                                        | Indépendance                             | 1947              | ✔️          | (Armée Karen de libération nationale) |
| Birmanie                      | État de Kayah                          | Karennis  | Parti progressiste national Karenni                          | Indépendance                             | 1957              | ✔️          | ✔️                                    |
| Birmanie                      | État de Kayah                          | Karennis  | Front national de libération du peuple karenni               | Indépendance                             | 1978              | ✔️          | ✔️                                    |
| Birmanie                      |                                        | Padaungs  | Kayan New Land Party                                         | Indépendance                             | 1964              | ❌          | ✔️                                    |
| Birmanie                      |                                        | Padaungs  | Kayan New Land Revolutionnary Council                        | Indépendance                             | 1991              | ✔️          | (Kayan National Guards)               |
| Birmanie                      |                                        | Pa'Os     | Organisation national Pa-O (en)                              | Indépendance                             |                   | ✔️          | (Pa'o National Army                   |
| Birmanie                      | État Môn                               | Môns      | Nouveau parti de l'état Môn (en)                             | Indépendance                             |                   | ✔️          | (Môn National Liberation Army)        |
| Birmanie                      | État kachin                            | Kachin    | Organisation indépendantiste Kachin (en)                     | Indépendance                             |                   | ✔️          | (Kachin Independence Army)            |
| Birmanie                      | État d'Arakan                          | Arakanais | Organisation national Rohingya en Arakan (en)                | Indépendance                             |                   | ✔️          | (Rohingya National Army)              |
| Birmanie                      | État d'Arakan                          | Arakanais | Parti uni national de l'Arakan (en)                          | Indépendance                             |                   | ✔️          | (Arakan Army)                         |
| Birmanie                      | État d'Arakan                          | Arakanais | Arakan National Liberation Party                             | Indépendance                             |                   | ✔️          | ✔️                                    |
| Birmanie                      | État d'Arakan                          | Arakanais | Parti communiste de l'Arakan (en)                            | Indépendance                             |                   | (1988)      | ✔️                                    |
| Birmanie                      | État d'Arakan                          | Arakanais | Arakan Independence Organization                             | Indépendance                             |                   | ✔️          | (Arakan Independence Army)            |
| Birmanie                      | État Chin                              | Chins     | Chin National Liberation Party                               | Indépendance                             | 1964              | ✔️          | ✔️                                    |
| République populaire de Chine | Tibet                                  | Tibétains | Administration centrale tibétaine                            | Indépendance                             | 1959              | ✔️          | ✔️                                    |
| République populaire de Chine | Tibet                                  | Tibétains | Mouvement d'indépendance tibétain                            | Indépendance                             | 1959              | ✔️          | ✔️                                    |
| République populaire de Chine | Tibet                                  | Tibétains | Parti démocratique national du Tibet                         | Indépendance                             | 4 septembre 1994  |             |                                       |
| République populaire de Chine | Tibet                                  | Tibétains | Congrès de la jeunesse tibétaine                             | Indépendance                             | 7 octobre 1970    |             | ✔️                                    |
| République populaire de Chine | Turkestan oriental                     | Ouïghours | Mouvement islamique du Turkestan oriental                    | Indépendance                             | 1997              | ✔️          | ✔️                                    |
| République populaire de Chine | Turkestan oriental                     | Ouïghours | Congrès mondial des Ouïghours                                | Indépendance                             | mi-avril 2004     | ✔️          | ✔️                                    |
| République populaire de Chine | Turkestan oriental                     | Ouïghours | Organisation pour la liberté de l'Ouïgourstan                | Indépendance                             |                   | ❌          | ✔️                                    |
| République populaire de Chine | Turkestan oriental                     | Ouïghours | Front national uni révolutionnaire du Turkestan oriental     | Indépendance                             |                   | ❌          | ✔️                                    |
| République populaire de Chine | Hong Kong                              |           | Front de Hong Kong                                           | Indépendance                             |                   | ✔️          | ❌                                    |
| Indonésie                     | Aceh                                   |           | Mouvement pour un Aceh libre                                 | Indépendance                             |                   | ✔️          | (Jusqu'en 2005)                       |
| Indonésie                     | Irian Jaya                             |           | Organisation pour une Papouasie libre                        | Indépendance                             |                   | ✔️          | ✔️                                    |
| Indonésie                     | Irian Jaya                             |           | Mouvement uni pour la libération de la Papouasie occidentale | Indépendance                             | 2014              | ✔️          | ❌                                    |
| Indonésie                     | Moluques du Sud                        |           | République des Moluques du Sud                               | Indépendance                             | 1950              | ✔️          |                                       |
| Japon                         | Archipel Ryūkyū                        | Ryukyuans | Club Kariyushi (en)                                          | Indépendance                             |                   | ✔️          | ❌                                    |
| Laos                          | Nord du Laos                           | Hmong     | Etat fédérés Chao Fa Hmong (es)                              | Indépendance                             |                   |             |                                       |
| Philippines                   | Mindanao                               |           | Front Moro de libération nationale                           | Indépendance (aujourd'hui autonomie)     | 1969              | ✔️          | ✔️                                    |
| Philippines                   | Mindanao                               |           | Front Moro islamique de libération                           | Indépendance (aujourd'hui autonomie      | 1978              | ✔️          | ✔️                                    |
| Philippines                   | Sud des Philippines                    |           | Abou Sayyaf                                                  | Création d'un État islamique indépendant | 1991              | ✔️          | ✔️                                    |
| Philippines                   | Région administrative de la Cordillère |           | Cordillera Peoples' Alliance                                 | Indépendance                             |                   | ✔️          | ❌                                    |
| Thaïlande                     | Pattani                                |           | Front National Révolutionnaire (en)                          | Indépendance                             |                   | ✔️          | ✔️                                    |
| Thaïlande                     | Pattani                                |           | Front de Libération Islamique de Patani (en)                 | Indépendance                             |                   | ✔️          | ✔️                                    |
| Thaïlande                     | Pattani                                |           | Organisation uni de libération Patani (en)                   | Indépendance                             |                   | ✔️          | (Pattani United Liberation Army)      |
| Thaïlande                     | Pattani                                |           | New Pattani United Liberation Organization                   | Indépendance                             | 1997              | ✔️          | ✔️                                    |
| Thaïlande                     | Pattani                                |           | Mouvement Islamique des Moudjahidine Patani (en)             | Indépendance                             | 1986              | ✔️          | ✔️                                    |
| Thaïlande                     | Pattani                                |           | Bersatu                                                      | Indépendance                             | 1993-1994         | ✔️          | ✔️                                    |
| Vietnam                       | Tây Nguyên                             |           | Montagnard Foundation, Inc. (en)                             | Indépendance                             |                   | ✔️          |                                       |
| Vietnam                       | Tây Nguyên                             |           | Front unifié de lutte des races opprimées                    | Indépendance                             |                   | ✔️          | ✔️                                    |

## Asie centrale et du Sud
| Pays        | Territoire               | Peuple                      | Organisation                                            | Revendications                                 | Date de fondation | En activité | Usage de la violence     |
| ----------- | ------------------------ | --------------------------- | ------------------------------------------------------- | ---------------------------------------------- | ----------------- | ----------- | ------------------------ |
| Afghanistan | Hazaradjat               | Hazaras                     | Hazarajat Freedom Movement                              | Indépendance                                   | 1888              | ✔️          | ✔️                       |
| Afghanistan | Turkestan du Sud (en)    | Peuples turcs d'Afghanistan | Southern Turkestan Movement (en)                        | Indépendance                                   | 2022              | ✔️          | ✔️                       |
| Bangladesh  | Chittagong Hill Tracts   |                             | Parti populaire uni des Chittagong Hill Tracts (en)     | Indépendance                                   |                   |             | (Shanti Bahini)          |
| Bangladesh  | Bangabhumi               |                             | Swadhin Bangabhumi Andolan                              | Indépendance                                   |                   | ✔️          |                          |
| Inde        | Assam                    | Asamiyas                    | Front uni de libération de l'Assam                      | Indépendance                                   |                   | ✔️          | ❌                       |
| Inde        | Assam                    |                             | Organisation de libération du Kamtapur                  | Indépendance                                   |                   | ✔️          | ✔️                       |
| Inde        | Bodoland                 | Bodos                       | Bodo Security Force                                     | Indépendance                                   |                   | ✔️          | ✔️                       |
| Inde        | Bodoland                 | Bodos                       | Force Tigres de Libération Bodo (en)                    | Indépendance                                   |                   | ✔️          | ✔️                       |
| Inde        | Jammu-et-Cachemire       |                             | Front de Libération au Jammu et Kashmir (en)            | Indépendance                                   |                   | ✔️          | ✔️                       |
| Inde        | Khalistan                | Sikh                        | Damdami Taksal                                          | Indépendance                                   |                   | ✔️          | ✔️                       |
| Inde        | Khalistan                | Sikh                        | Fédération des Etudiants Sikh Indiens (en)              | Indépendance                                   | 1943              | ✔️          | ✔️                       |
| Inde        | Khalistan                | Sikh                        | Akhand Kirtani Jatha                                    | Indépendance                                   |                   | ✔️          | ✔️                       |
| Inde        | Khalistan                | Sikh                        | Force Commando Khalistan (en)                           | Indépendance                                   |                   | ✔️          | ✔️                       |
| Inde        | Khalistan                | Sikh                        | Bhindranwale Tiger Force of Khalistan (en)              | Indépendance                                   |                   | ✔️          | ✔️                       |
| Inde        | Khalistan                | Sikh                        | Force de Libération Khalistan (en)                      | Indépendance                                   |                   | ✔️          | ✔️                       |
| Inde        | Khalistan                | Sikh                        | Babbar Khalsa, Babbar Khalsa International              | Indépendance                                   |                   | ✔️          | ✔️                       |
| Inde        | Khalistan                | Sikh                        | International Sikh Youth Federation                     | Indépendance                                   |                   | ✔️          | ✔️                       |
| Inde        | Khalistan                | Sikh                        | International South Youth Federation                    | Indépendance                                   |                   | ✔️          | ✔️                       |
| Inde        | Khalistan                | Sikh                        | Dal Khalsa                                              | Indépendance                                   |                   | ✔️          | ✔️                       |
| Inde        | Khalistan                | Sikh                        | Régiment Dashmesh (en)                                  | Indépendance                                   |                   | ✔️          | ✔️                       |
| Inde        | Khalistan                | Sikh                        | Azad Khalsa                                             | Indépendance                                   |                   | ✔️          | ✔️                       |
| Inde        | Khalistan                | Sikh                        | International Dusht Sodh Commando Force                 | Indépendance                                   |                   | ✔️          | ✔️                       |
| Inde        | Khalistan                | Sikh                        | Khalistan National Army                                 | Indépendance                                   |                   | ✔️          | ✔️                       |
| Inde        | Khalistan                | Sikh                        | Force Zindabad Khalistan (en)                           | Indépendance                                   |                   | ✔️          | ✔️                       |
| Inde        | Manipur                  |                             | Revolutionary People’s Front                            | Indépendance                                   |                   | ✔️          | (People Liberation Army) |
| Inde        | Manipur                  | Kukis (en)                  | Kuki National Front                                     | Indépendance                                   |                   | ✔️          | (Kuki National Army)     |
| Inde        | Manipur                  |                             | Front de Libération National Uni (en)                   | Indépendance                                   |                   | ✔️          | ✔️                       |
| Inde        | Manipur                  |                             | Parti Populaire Révolutionnaire de Kangleipak (en)      | Indépendance                                   |                   | ✔️          | ✔️                       |
| Inde        | Manipur                  |                             | Parti Communiste Kangleipak (en)                        | Indépendance                                   |                   | ✔️          | ✔️                       |
| Inde        | Manipur                  | Paites (en)                 | Armée Révolutionnaire Zomi (en)                         | Indépendance                                   |                   | ✔️          | ✔️                       |
| Inde        | Meghalaya                | Khasi                       | Khasi Students Union                                    | Indépendance                                   |                   | ✔️          | ❌                       |
| Inde        | Meghalaya                |                             | Conseil National des Volontaires Achik (ca)             | Indépendance de l'Achikland/Garoland (ca)      |                   | ✔️          | ✔️                       |
| Inde        | Meghalaya                |                             | Hynniewtrep National Liberation Council                 | Indépendance                                   |                   | ✔️          | ✔️                       |
| Inde        | Mizoram                  |                             | Front National Mizo (en)                                | Indépendance                                   | 1959              | ✔️          | (Mizo National Army)     |
| Inde        | Mizoram                  |                             | Hill Tribal Liberation Organisation                     | Indépendance                                   |                   | ✔️          | ✔️                       |
| Inde        | Mizoram                  |                             | Convention Populaire Hmar (en)                          | Indépendance                                   |                   | ✔️          | ✔️                       |
| Inde        | Nagaland                 |                             | Conseil National Socialiste du Nagaland (en)            | Indépendance                                   |                   | ✔️          | ✔️                       |
| Inde        | Tripura                  |                             | Volontaire National Tripura (en)                        | Indépendance                                   |                   | ✔️          | ✔️                       |
| Inde        | Tripura                  |                             | All Tripura Tribal Force                                | Indépendance                                   |                   | ✔️          | ✔️                       |
| Inde        | Tripura                  |                             | Front de Libération National Tripura (en)               | Indépendance                                   |                   | ✔️          | ✔️                       |
| Inde        | Tripura                  | Reangs (en)                 | Bru National Liberation Front                           | Indépendance                                   |                   | ✔️          | ✔️                       |
| Ouzbékistan | Karakalpakstan           |                             | Free Karakalpakstan National Revival Party              | Indépendance                                   |                   |             |                          |
| Pakistan    | Baloutchistan (Pakistan) | Baloutches                  | Parti national baloutche                                | Indépendance                                   | 1996              | ✔️          |                          |
| Pakistan    | Bangladesh               |                             | Ligue Awami                                             | Indépendance                                   | 1949              | ❌          |                          |
| Pakistan    | Bangladesh               |                             | Mukti Bahini                                            | Indépendance                                   |                   | ❌          | ✔️                       |
| Pakistan    | Jinnahpur (en)           | Muhadjirs                   | Mouvement Muttahida Qaumi                               | Autonomie territoriale pour le peuple muhadjir | 1984              | ❌          | ✔️                       |
| Pakistan    | Sind                     |                             | Jiya Sind Mahaz                                         | Indépendance                                   |                   | ✔️          | ✔️                       |
| Russie      | Bouriatie                |                             | All-Buryat Association for the Development of Culture   |                                                |                   | ✔️          |                          |
| Russie      | Sibérie                  |                             |                                                         |                                                |                   |             |                          |
| Russie      | Touva                    |                             | People's Party of Sovereign Tuva                        | Indépendance                                   |                   |             |                          |
| Russie      | Yakoutie                 |                             | Sakha-Amuk                                              |                                                |                   | ✔️          | ✔️                       |
| Sri Lanka   | Îlam tamoul              | Tamouls                     | Tigres de libération de l'Îlam tamoul                   | Indépendance                                   |                   | ❌          | (Jusqu'en 2009)          |
| Sri Lanka   | Îlam tamoul              | Tamouls                     | Tamil Eelam Liberation Organization                     | Indépendance                                   |                   | ✔️          | ❌                       |
| Sri Lanka   | Îlam tamoul              | Tamouls                     | Organisation populaire de libération de l'Eelam Tamoul  | Indépendance                                   |                   | ✔️          | ✔️                       |
| Tadjikistan | Haut-Badakhchan          |                             | Lali Badakhshan Movement for the Autonomy of the Pamirs | Indépendance                                   |                   |             | ✔️                       |

## Europe
| Pays               | Territoire | Peuple                                                            | Organisation | Revendications | Date de fondation | En activité                  | Usage de la violence |
| ------------------ | --- | ----------------------------------------------------------------- | --- | --- | ----------------- | ---------------------------- | -------------------- |
| Albanie            | Épire du Nord | Grecs                                                             | Parti de l'Union pour les droits de l'homme | Création d'une république autonome d'Épire du Nord                                                                                              | 1992              | ✔️                           | ❌                   |
| Allemagne          | Bavière | Bavarois                                                          | Parti bavarois | Indépendance | 1946              | ✔️                           | ❌                   |
| Allemagne          | Saxe | Saxons                                                            | Freie Sachsen | Restauration de la monarchie, indépendance au besoin (« Saexit »)                                                                               | 2021              | ✔️                           | ❌                   |
| Allemagne          | Lusace ou Sorabie | Sorabes                                                           | Lausitzer Allianz | Autonomie culturelle accrue, voire un nouveau Land                                                                                              |                   |                              |                      |
| Allemagne          | Frise | Frisons                                                           | Südschleswigsche Wählerverband (Union pour le Schleswig du Sud) | Autonomie culturelle accrue, voire autonomie territoriale                                                                                       |                   |                              |                      |
| Balkans            | Aroumain des Balkans | Aroumains                                                         | | Reconnaissance de la minorité et de sa culture                                                                                                  |                   |                              |                      |
| Belgique           | Wallonie | Wallons                                                           | Rassemblement wallon (Mouvement wallon) | Indépendance | 1962              | ✔️                           | ❌                   |
| Belgique           | Wallonie | Wallons                                                           | Rassemblement Wallonie France | Rattachement de la Région wallonne à la France voir rattachisme                                                                                 | 1999              | ✔️                           | ❌                   |
| Belgique           | Flandre | Flamands                                                          | Nieuw-Vlaamse Alliantie | Confédéralisme | 1954              | ✔️                           | ❌                   |
| Belgique           | Flandre | Flamands                                                          | Vlaams Belang | Indépendance | 1978              | ✔️                           | ❌                   |
| Belgique           | Communauté germanophone de Belgique                                                                                            | Germanophone de Belgique                                          | ProDG | Fédéralisme |                   | ✔️                           | ❌                   |
| Bosnie-Herzégovine | République serbe de Bosnie | Serbes de Bosnie                                                  | Parti démocratique serbe | Rattachement à la Serbie ou indépendance | 1992              | ✔️                           | ❌                   |
| Bosnie-Herzégovine | République d'Herceg-Bosna | Croates de Bosnie                                                 | ? | Rattachement à la Croatie |                   | ✔️                           | ❌                   |
| Croatie            | Comitat d'Istrie |                                                                   | Diète démocrate istrienne | Autonomie |                   | ✔️                           | ❌                   |
| Croatie            | Comitat d'Istrie |                                                                   | Lista per Fiume | Autonomie |                   | ✔️                           | ❌                   |
| Danemark           | Îles Féroé | Féroïen                                                           | Tjóðveldi | Indépendance | 1948              | ✔️                           | ❌                   |
| Danemark           | Bornholm | Bornholm                                                          | Bornholms Selvstyre parti | Autonomie, indépendance | 1990              | ✔️                           | ❌                   |
| Espagne            | Andalousie | Andalouse                                                         | Parti andalou | |                   |                              | ❌                   |
| Espagne            | Asturies | Asturien                                                          | Darréu | |                   | ✔️                           | ❌                   |
| Espagne            | Galice | Galicien                                                          | Bloc nationaliste galicien | Autonomie |                   | ✔️                           | ❌                   |
| Espagne            | Galice | Galicien                                                          | Resistência Galega | Indépendance |                   |                              | ✔️                   |
| Espagne            | Grenade | Castillans                                                        | PRAO | Autonomisme |                   |                              | ❌                   |
| Espagne            | Pays basque | Basques                                                           | Batasuna | Indépendance |                   | ✔️                           |                      |
| Espagne            | Pays basque | Basques                                                           | Parti nationaliste basque | Indépendance |                   | ✔️                           | ❌                   |
| Espagne            | Pays basque | Basques                                                           | Aralar | Indépendance |                   | ✔️                           | ❌                   |
| Espagne            | Pays basque | Basques                                                           | Euskadi ta Askatasuna | Indépendance |                   | ❌                           | ✔️                   |
| Espagne            | Pays basque | Basques                                                           | Comandos Autónomos Anticapitalistas (en) | Indépendance |                   |                              | ✔️                   |
| Espagne            | Pays basque | Basques                                                           | Iraultza (en) | Indépendance |                   |                              | ✔️                   |
| Espagne            | Pays catalans | Catalans                                                          | Parti démocrate européen catalan | Indépendance | 1974              | ✔️                           | ❌                   |
| Espagne            | Pays catalans | Catalans                                                          | Gauche républicaine de Catalogne | Indépendance | 1931              | ✔️                           | ❌                   |
| Espagne            | Pays catalans | Catalans                                                          | Solidarité catalane pour l'indépendance | Indépendance | 2010              |                              |                      |
| Espagne            | Pays catalans | Catalans                                                          | Candidature d'unité populaire | Indépendance | 1986              | ✔️                           | ❌                   |
| Estonie            | Ingrie | Votes, Ingriens                                                   | | Reconnaissance culturelle réelle |                   |                              |                      |
| Estonie            | Põlvamaa, Võrumaa, territoire du Setumaa                                                                                       | Setos                                                             | | Reconnaissance culturelle réelle |                   |                              |                      |
| Estonie            | Põlvamaa, Võrumaa | Võros                                                             | | Autonomie culturelle accrue |                   |                              |                      |
| Finlande           | Åland |                                                                   | Ålands Framtid | Rattachement à la Suède |                   | ✔️                           | ❌                   |
| Finlande           | Partie sud de l’archipel de Turku, zones assez étroites des contrées littorales de la région d’Uusimaa et région d’Ostrobotnie | Suédois de Finlande                                               | | Autonomie culturelle accrue |                   |                              |                      |
| Finlande           | Laponie | Samis                                                             | | Autonomie territoriale, voire autodétermination                                                                                                 |                   |                              |                      |
| France             | Alsace | Alsaciens                                                         | Alsace d'abord | Autonomie |                   | ✔️                           | ❌                   |
| France             | Alsace | Alsaciens                                                         | Unser Land | Autonomie |                   | ✔️                           | ❌                   |
| France             | Alsace | Alsaciens                                                         | Alliance Alsacienne - Elsässer Bùndnis | Autonomie, rejet de fusion entre régions |                   | ✔️                           | ❌                   |
| France             | Alsace | Alsaciens                                                         | Loups Noirs | Autonomie | 1976              | ❌                           | ✔️                   |
| France             | Bourgogne | Bourguignons                                                      | Porti Burgundiau | Indépendance |                   |                              | ❌                   |
| France             | Bourgogne | Bourguignons                                                      | Mouvement de Libération de la Bourgogne | Indépendance |                   | ✔️                           | ❌                   |
| France             | Bretagne | Bretons                                                           | Adsav | Indépendance - Réunification Bretagne-Loire-Atlantique                                                                                          |                   | [ 3 ]                        | ❌                   |
| France             | Bretagne | Bretons                                                           | Breizhistance | Indépendance - Réunification Bretagne-Loire-Atlantique                                                                                          |                   | ✔️                           | ❌                   |
| France             | Bretagne | Bretons                                                           | Union démocratique bretonne | Autonomie - Réunification Administrative de la Bretagne avec la Loire-Atlantique                                                                |                   | ✔️                           | ❌                   |
| France             | Bretagne | Bretons                                                           | Parti breton | Autonomie - Réunification Bretagne-Loire-Atlantique                                                                                             |                   | ✔️                           | ❌                   |
| France             | Bretagne | Bretons                                                           | Douar ha Frankiz | Indépendance - Réunification Bretagne-Loire-Atlantique                                                                                          |                   | ✔️                           | ❌                   |
| France             | Bretagne | Bretons                                                           | Front de libération de la Bretagne | Indépendance - Réunification Bretagne-Loire-Atlantique                                                                                          |                   | ✔️                           | ✔️                   |
| France             | Bretagne | Bretons                                                           | Bretagne réunie | Réunification Bretagne-Loire-Atlantique |                   | ✔️                           | ❌                   |
| France             | Bretagne | Bretons                                                           | Pour la Bretagne ! | Autonomie - Réunification Bretagne-Loire-Atlantique                                                                                             |                   | ✔️                           | ❌                   |
| France             | Corse | Corses                                                            | A manca | Indépendance | 1998              | ✔️                           | ❌                   |
| France             | Corse | Corses                                                            | Parti de la nation corse | |                   | ✔️                           | ❌                   |
| France             | Corse | Corses                                                            | Front de libération nationale corse | Indépendance |                   | divisé en plusieurs factions | ✔️                   |
| France             | Corse | Corses                                                            | Corsica libera | |                   | ✔️                           | ❌                   |
| France             | Corse | Corses                                                            | Ghjuventù indipendentista | Indépendance |                   | ✔️                           | ❌                   |
| France             | Flandre | Flamands                                                          | Mouvement de l'Abbé Gantois | Indépendance |                   |                              |                      |
| France             | Franche-Comté | Francs-Comtois                                                    | Mouvement Franche-Comté | Autonomie, rattachement à la Suisse | 2006              | ✔️                           | ❌                   |
| France             | Franche-Comté | Francs-Comtois                                                    | Mouvement Indépendantiste Franc-Comtois | Indépendance | 2008              | ✔️                           | ❌                   |
| France             | Normandie | Normands                                                          | Mouvement normand | Réunification | 1971              | ✔️                           | ❌                   |
| France             | Normandie | Normands                                                          | Parti Fédéraliste de Normandie | Autonomie et Réunification | 2009              | ✔️                           | ❌                   |
| France             | Occitanie | Occitans                                                          | Libertat ! | Indépendance |                   | ✔️                           | ❌                   |
| France             | Occitanie | Occitans                                                          | Partit occitan | Indépendance |                   | ✔️                           | ❌                   |
| France             | Occitanie | Occitans                                                          | Parti de la nation occitane | Indépendance |                   | ✔️                           | ❌                   |
| France             | Pays basque | Basques                                                           | Euskal Zuzentasuna | Indépendance | 1977              | ❌                           | ✔️                   |
| France             | Pays basque | Basques                                                           | Hordago | Indépendance |                   | ❌                           | ✔️                   |
| France             | Pays basque | Basques                                                           | Iparretarrak | Indépendance |                   | ❌                           | ✔️                   |
| France             | Pays basque | Basques                                                           | Irrintzi | Indépendance |                   |                              | ✔️                   |
| France             | Pays niçois | Niçard                                                            | Nissa Rebela | Autonomie | 2005              | ✔️                           | ❌                   |
| France             | Provence | Provençal                                                         | Front de libération nationale de la Provence | Indépendance | 2012              | ✔️                           | ✔️                   |
| France             | Provence | Provençal                                                         | Prouvènço Nacioun | Autonomie | 2017              | ✔️                           | ❌                   |
| France             | Picardie | Picards                                                           | Mouvement Indépendantiste Picard | Autonomie et Réunification | 2012              | ✔️                           | ❌                   |
| France             | Roussillon | Catalans                                                          | Unitat Catalana | Autonomie | 1986              | ✔️                           | ❌                   |
| France             | Roussillon | Catalans                                                          | Gauche républicaine de Catalogne | Indépendance et Réunification | 1931              | ✔️                           | ❌                   |
| France             | Savoie | Savoisien/Savoyard                                                | Confédération savoisienne | Indépendance | 2001              | ✔️                           | ❌                   |
| France             | Savoie | Savoisien/Savoyard                                                | Mouvement Citoyen de Savoie | Indépendance |                   | ✔️                           | ❌                   |
| France             | Savoie | Savoisien/Savoyard                                                | Mouvement Région Savoie | Autonomie et Regroupement des départements | 1972              | ✔️                           | ❌                   |
| France             | Savoie | Savoisien/Savoyard                                                | Pour La Savoie | Indépendance | ✔️                | ❌                           |                      |
| France             | Thiogne | Thiois                                                            | Geuzenbond | Indépendance / Rattachement aux Pays-Bas |                   |                              |                      |
| Italie             | Vallée d'Aoste | Valdôtains                                                        | Union valdôtaine | | 1945              | ✔️                           | ❌                   |
| Italie             | Vallée d'Aoste | Valdôtains                                                        | Renouveau valdôtain | | 2006              |                              | ❌                   |
| Italie             | Frioul | Frioulans                                                         | | Indépendance |                   | ✔️                           | ❌                   |
| Italie             | Ladinie | Ladins                                                            | | Indépendance |                   | ✔️                           | ❌                   |
| Italie             | Padanie | Italiens du Nord                                                  | Ligue du Nord | Indépendance | 1989              | ✔️                           | ❌                   |
| Italie             | Sardaigne | Sardes                                                            | Parti sarde d'action | Indépendance |                   | ✔️                           | ❌                   |
| Italie             | Sardaigne | Sardes                                                            | Sardigna Natzione Indipendentzia | Indépendance |                   | ✔️                           | ❌                   |
| Italie             | Sardaigne | Sardes                                                            | Indipendèntzia Repùbrica de Sardigna | Indépendance |                   | ✔️                           | ❌                   |
| Italie             | Sicile | Siciliens                                                         | Mouvement pour l'indépendance de la Sicile | Indépendance |                   | ✔️                           | ❌                   |
| Italie             | Sicile | Siciliens                                                         | Parti socialiste sicilien | Autonomie |                   | ✔️                           | ❌                   |
| Italie             | Tyrol du Sud | Tyroliens                                                         | Südtiroler Volkspartei | |                   | ✔️                           | ❌                   |
| Italie             | Tyrol du Sud | Tyroliens                                                         | Bürger Union für Südtirol | Indépendance |                   | ✔️                           | ❌                   |
| Italie             | Vénétie | Véniciens                                                         | Ligue vénète République | Autonomie |                   | ✔️                           | ❌                   |
| Kosovo             | Nord du Kosovo | Serbes du Kosovo                                                  | liste serbe pour le Kosovo et la Métochie | Rattachement à la Serbie | 2004              | ✔️                           | ❌                   |
| Lettonie           | Courlande et Livonie | Lives                                                             | | Autonomie culturelle accrue |                   |                              |                      |
| Lituanie           | Samogitie | Samogitiens                                                       | Parti samogitien | Autonomie | 2009              | ✔️                           | ❌                   |
| Malte              | Gozo | Gozitains                                                         | Parti populaire | Autonomie | 2020              | ✔️                           | ❌                   |
| Malte              | Gozo | Gozitains                                                         | Parti gozitain | Autonomie | 1947              | ❌                           | ❌                   |
| Moldavie           | Transnistrie | Russes et Ukrainiens                                              | État autoproclamé de fait : république moldave du Dniestr | Reconnaissance de son indépendance ou rattachement à la Russie dans ses limites de facto (différentes de celles de la région autonome reconnue) |                   |                              |                      |
| Moldavie           | Gagaouzie | Gagaouzes et Bulgares                                             | Région autonome reconnue : Gagaouzie | Rattachement à la Novorussie ou à la Russie en cas d'union de la Moldavie et de la Roumanie ou d'adhésion de la Moldavie à l'Union européenne   |                   |                              |                      |
| Monténégro         | Sandjak de Novi Pazar | Bosniaques ou Musulmans                                           | Parti démocratique bosniaque du Sandžak | Rattachement à la Bosnie-Herzégovine |                   |                              |                      |
| Monténégro         | Sandjak de Novi Pazar | Bosniaques ou Musulmans                                           | Parti d'action démocratique du Sandžak | Rattachement à la Bosnie-Herzégovine |                   |                              |                      |
| Monténégro         | Sandjak de Novi Pazar | Bosniaques ou Musulmans                                           | Parti social-libéral du Sandžak | Rattachement à la Bosnie-Herzégovine |                   |                              |                      |
| Monténégro         | Serbes du Monténégro | Serbes                                                            | SNS | Réunion avec la Serbie |                   |                              |                      |
| Monténégro         | Serbes du Monténégro | Serbes                                                            | Parti démocratique serbe du Monténégro | Réunion avec la Serbie |                   |                              |                      |
| Monténégro         | Albanais du Monténégro | Albanais                                                          | Ligue Démocratique du Monténégro (en) | Rattachement à l'Albanie |                   |                              |                      |
| Norvège            | Laponie | Samis                                                             | | Autonomie territoriale, voire autodétermination                                                                                                 |                   |                              |                      |
| Pays-Bas           | Frise | Frisons                                                           | Fryske Nasjional Partij (Parti national frison (FNP)) | Autonomie culturelle accrue, voire autonomie territoriale                                                                                       |                   |                              |                      |
| Pays-Bas           | Frise | Frisons                                                           | De Friezen – Die Friesen (Les Frisons) | Autonomie culturelle accrue, voire autonomie territoriale                                                                                       |                   |                              |                      |
| Pays-Bas           | Frise | Frisons                                                           | Partij voor het Noorden (Parti des Nordistes (en)), | Autonomie culturelle accrue, voire autonomie territoriale                                                                                       |                   |                              |                      |
| Pologne            | Cachoubie | Cachoubes                                                         | | Reconnaissance de la minorité et de sa culture                                                                                                  |                   |                              |                      |
| Pologne            | Silésie | Silésiens                                                         | Mouvement pour l'autonomie de la Silésie | Autonomie | 1991              | ✔️                           | ❌                   |
| Pologne            | Ville libre de Dantzig | Habitants allemands de la Ville libre de Dantzig                  | Gouvernement en exil de la Ville libre de Dantzig | Reconnaissance officielle, indépendance | 1947              | ✔️                           | ❌                   |
| Roumanie           | Pays Sicule | Sicules                                                           | (nombreux mouvements régionalistes) | Création d'une région autonome pour la minorité sicule à la place des județs de Mureș, Harghita et Covasna                                      |                   |                              |                      |
| Royaume-Uni        | Angleterre | Anglais                                                           | Parti des démocrates anglais | Indépendance |                   | ✔️                           | ❌                   |
| Royaume-Uni        | Cornouailles | Corniques                                                         | Mebyon Kernow | Autonomie |                   | ✔️                           | ❌                   |
| Royaume-Uni        | Cornouailles | Corniques                                                         | An Gof (en) | Indépendance |                   | ✔️                           | ❌                   |
| Royaume-Uni        | Écosse | Écossais                                                          | SNP | Indépendance |                   | ✔️                           | ❌                   |
| Royaume-Uni        | Grand Londres |                                                                   | Londependence | Nouveau pays constitutif distinct de l'Angleterre, Autonomie ou indépendance                                                                    |                   |                              |                      |
| Royaume-Uni        | Île de Man | Mannois (Celtes)                                                  | Mec Vannin | Indépendance |                   |                              |                      |
| Royaume-Uni        | Île de Man | Mannois (Celtes)                                                  | Parti libéral vannin | Indépendance |                   |                              |                      |
| Royaume-Uni        | Irlande du Nord | Irlandais                                                         | Sinn Féin | Rattachement à la république d'Irlande |                   | ✔️                           | ✔️                   |
| Royaume-Uni        | Irlande du Nord | Irlandais                                                         | RIRA (Real IRA) | Rattachement à la république d'Irlande |                   |                              |                      |
| Royaume-Uni        | Irlande du Nord | Irlandais                                                         | CIRA (Continuity IRA) | Rattachement à la république d'Irlande |                   |                              |                      |
| Royaume-Uni        | Irlande du Nord | Irlandais                                                         | Óglaigh na hÉireann | Rattachement à la république d'Irlande |                   |                              |                      |
| Royaume-Uni        | Pays de Galles | Gallois                                                           | Plaid Cymru | Indépendance |                   | ✔️                           | ❌                   |
| Russie             | Bachkirie | Bachkirs                                                          | De nombreux partis, dont l'Organisation publique bachkire, le Mouvement social bachkir, l'Organisation bachkire des droits humains et le mouvement des Loups célestes | Indépendance |                   |                              |                      |
| Russie             | Carélie | Caréliens                                                         | Stop the Occupation of Karelia, Free Karelia, Karelian National Movement | Indépendance ou union avec la Finlande |                   |                              |                      |
| Russie             | Idel Oural | Bachkirs, Oudmourtes, Maris, Mordves, Russes, Tatars, Tchouvaches | Idel-Oural Libre | Indépendance | 2018              | ✔️                           | ❌                   |
| Russie             | District Komi-permiak | Komis, Permiaks                                                   | Fondation démicratique de l'Oural, Oural libre | Autonomie administrative |                   |                              |                      |
| Russie             | Kalmoukie | Kalmouks                                                          | Congrès populaire oïrat-kalmouk | Indépendance |                   |                              |                      |
| Russie             | Kouban | Cosaques du Kouban                                                | Ost des Cosaques du Kouban | Indépendance |                   |                              |                      |
| Russie             | Laponie | Samis                                                             | | Autonomie territoriale, voire autodétermination                                                                                                 |                   |                              |                      |
| Russie             | Oblast d'Arkhangelsk | Pomors                                                            | | Établissement d'une république pomore |                   |                              |                      |
| Russie             | Oblast d'Astrakhan | Nogaïs                                                            | Free Nogai-El | Établissement d'une république nogaïe |                   |                              |                      |
| Russie             | Oblast de Kaliningrad | Russes                                                            | Parti républicain balte | Fondation d'une république baltique autonome, voire indépendance                                                                                | 1993              | ✔️                           | ❌                   |
| Russie             | Oblast de Léningrad | Russes                                                            | Free Ingria | Fondation d'une république de Saint-Pétersbourg                                                                                                 |                   |                              |                      |
| Russie             | Oblast de Rostov | Cosaques du Don                                                   | | Rétablissement de la République du Don |                   |                              |                      |
| Russie             | Oblast de Smolensk | Russes                                                            | République de Smolensk (be-tarask) | Indépendance, rapprochement avec la Biélorussie démocratique                                                                                    | 2023              | ✔️                           |                      |
| Russie             | Oblast de Sverdlovsk | Russes                                                            | Fondation démicratique de l'Oural, Oural libre | Indépendance |                   |                              |                      |
| Russie             | Oudmourtie | Oudmourtes                                                        | De très nombreux partis, dont le Congrès des peuples de l'Oudmourtie, le Centre national oudmourte, et le Parti national républicain oudmourte | Indépendance |                   |                              |                      |
| Russie             | République des Komis | Komis                                                             | De nombreux mouvements, dont l'Organisation républicaine komi, le Congrès du peuple komi et le Komi Voityr | Indépendance |                   |                              |                      |
| Russie             | Tatarstan | Tatars                                                            | Centre public pan-tatar | Auto-détermination | 1988              | ❌                           | ❌                   |
| Russie             | Tatarstan | Tatars                                                            | Union de la jeunesse tatare | |                   |                              |                      |
| Russie             | Tatarstan | Tatars                                                            | Front patriotique tatar Altyn Urda | |                   |                              |                      |
| Russie             | Tatarstan | Tatars                                                            | Centre social tatar | |                   |                              |                      |
| Russie             | Tatarstan | Tatars                                                            | Gouvernement tatar en exil | |                   |                              |                      |
| Russie             | Tatarstan | Tatars                                                            | Parti Ittifaq | Indépendance | 1990              | ✔️                           | ❌                   |
| Russie             | Tchouvachie | Tchouvaches                                                       | Mouvement national tchouvache | Indépendance | XIXe siècle       | ✔️                           | ❌                   |
| Russie             | Tchouvachie | Tchouvaches                                                       | Jeunesse tchouvache républicaine | |                   |                              |                      |
| Russie             | Tchouvachie | Tchouvaches                                                       | Société tchouvache-ireklekh de la renaissance nationale et culturelle | |                   |                              |                      |
| Serbie             | Voïvodine | Magyars de Serbie                                                 | Coalition hongroise (divers partis magyarophones) | Création d'une région autonome pour la minorité hongroise                                                                                       |                   |                              |                      |
| Serbie             | Sandjak de Novi Pazar (partie serbe)                                                                                           | Bosniaques ou Musulmans                                           | (Nombreux partis) | Rattachement à la Bosnie-Herzégovine ou indépendance                                                                                            |                   |                              |                      |
| Serbie             | Preševo, Bujanovac et Medveđa                                                                                                  | Albanais                                                          | Coalition albanaise de la vallée de Preševo | Représentation politique accrue | 2007              | ✔️                           | ❌                   |
| Serbie             | Preševo, Bujanovac et Medveđa                                                                                                  | Albanais                                                          | UPCMB | Indépendance ou rattachement au Kosovo | 1978              | ❌                           | ✔️                   |
| Serbie             | Kosovo | Kosovars                                                          | LDK | Indépendance | 1999              | ✔️                           | ❌                   |
| Serbie             | Kosovo | Kosovars                                                          | PDK | Indépendance | 1999              | ✔️                           | ❌                   |
| Suède              | Scanie | Scaniens                                                          | (nombreux mouvements régionalistes) | Autonomie territoriale |                   |                              |                      |
| Suède              | Laponie | Samis                                                             | | Autonomie territoriale, voire autodétermination                                                                                                 |                   |                              |                      |
| Slovaquie          | Zones majoritairement magyarophones                                                                                            | Hongrois                                                          | Parti de la communauté hongroise | Autonomie territoriale, voire rattachement à la Hongrie                                                                                         | 1994              | ✔️                           | ❌                   |
| Suisse             | Canton du Jura | Jurassiens                                                        | Mouvement autonomiste jurassien | Rattachement du Jura bernois au canton du Jura                                                                                                  | 1947              | ✔️                           | ❌                   |
| Suisse             | Canton du Jura | Jurassiens                                                        | Groupe Bélier | Rattachement du Jura bernois au canton du Jura                                                                                                  | 1962              | ✔️                           | ❌                   |
| Suisse             | Jura bernois | Jurassiens                                                        | Mouvement autonomiste jurassien, Groupe Bélier, Parti socialiste autonome, PDC du Jura-Sud, RPJ, Alliance Jurassienne, Les Rauraques | Rattachement du Jura bernois et de certaines communes (en particulier Moutier) au canton du Jura                                                |                   | ✔️                           | ❌                   |
| Suisse             | Jura bernois | Jurassiens                                                        | Front de libération jurassien | Création d'une République et canton du Jura | 1962              | ❌                           | ✔️                   |
| Suisse             | Jura bernois | Jurassiens                                                        | UDC du Jura bernois, PSJB, PLRJB, Groupe Sanglier | Maintien du Jura bernois dans le canton de Berne                                                                                                |                   | ✔️                           | ❌                   |
| Suisse             | Romandie | Romands                                                           | Mouvement romand | Autonomie, voire séparatisme | 1959              | ❌                           | ❌                   |
| Suisse             | Tessin | Tessinois                                                         | Lega Sud Ticino | Unification avec la région de Moesa, renforcement des liens avec la Lombardie                                                                   | 2015              | ✔️                           | ❌                   |
| Tchéquie           | Moravie |                                                                   | Moravané | Autonomie culturelle |                   |                              |                      |
| Ukraine            | Crimée | Russes                                                            | Conseil d'État | Rattachement de la Crimée (y compris Sébastopol) à la Russie (objectif atteint en 2014)                                                         | 2014              | ✔️                           | ❌                   |
| Ukraine            | Crimée | Tatars de Crimée                                                  | Assemblée des Tatars de Crimée | Autonomie | 1991              | ✔️                           | ❌                   |
| Ukraine            | Crimée | Qurultay des Tatars de Crimée                                     | Autonomie | 1917 | ✔️                | ❌                           |                      |
| Ukraine            | République populaire de Donetsk                                                                                                | Russes                                                            | Conseil populaire de la république populaire de Donetsk | Rattachement à la Russie (objectif atteint en 2022)                                                                                             | 2014              | ✔️                           | ✔️                   |
| Ukraine            | République populaire de Lougansk                                                                                               | Russes                                                            | Conseil populaire de la république populaire de Lougansk | Rattachement à la Russie (objectif atteint en 2022)                                                                                             | 2014              | ✔️                           | ✔️                   |
| Ukraine            | Nouvelle-Russie | Russes                                                            | Bloc de Volodymyr Saldo | Indépendance ou rattachement à la Russie | 2019              | ❌                           | ❌                   |
| Ukraine            | Nouvelle-Russie | Russes                                                            | Derzhava | Indépendance ou rattachement à la Russie | 1999              | ❌                           | ❌                   |
| Ukraine            | Nouvelle-Russie | Russes                                                            | Bloc d'opposition | Indépendance ou rattachement à la Russie | 2010              | ❌                           | ❌                   |
| Ukraine            | Oblast de Transcarpatie, Ruthénie subcarpathique                                                                               | Houtsoules, Ruthènes, Hongrois                                    | Parti républicain subcarpathique, Bloc de Volodymyr Saldo, Derzhava, Bloc d'opposition, Fondation Rousskii Mir, Congrès mondial des Rusyns, Russkiy Dom, Mouvement de la Ruthénie Subcarpathique, Association des Démocrates de Zakarpattia, Mouvement séparatiste rusyn | Autonomie, indépendance, ou rattachement à la Hongrie                                                                                           |                   | ✔️                           | ❌                   |

## Proche et Moyen-Orient et Caucase
| Pays            | Territoire                           | Peuple                                                              | Organisation | Revendications | Date de fondation | En activité | Usage de la violence |
| --------------- | ------------------------------------ | ------------------------------------------------------------------- | --- | --- | ----------------- | ----------- | -------------------- |
| Arabie saoudite | Najran                               | Chiites                                                             | Ahrar al-Najran | Indépendance ou unification avec le Yémen |                   |             |                      |
| Azerbaïdjan     | Haut-Karabagh                        | Arméniens                                                           | État autoproclamé : république du Haut-Karabagh                                                                         | Reconnaissance de l'indépendance ou rattachement à l'Arménie |                   | ❌          |                      |
| Azerbaïdjan     | Talychystan                          | Talyches                                                            | Mouvement national talyche                                                                                              | Création d'une province autonome au sein de l'Azerbaïdjan | 2007              | ✔️          | ❌                   |
| Azerbaïdjan     | Lezghistan                           | Lezghiens                                                           | Mouvement Sadval | Indépendance | 2007              | ✔️          | ❌                   |
| Azerbaïdjan     | Lezghistan                           | Lezghiens                                                           | Mouvement fédéral lezghien pour l'autonomie nationale et culturelle                                                     | Autonomie | 1999              | ✔️          | ❌                   |
| Géorgie         | Abkhazie                             | Abkhazes et Russes                                                  | État autoproclamé : république d'Abkhazie                                                                               | Reconnaissance de l'indépendance ou rattachement à la Russie (la majorité géorgienne chassée de cette région et réfugiée en Géorgie s'y oppose)                                                   |                   |             |                      |
| Géorgie         | Ossétie du Sud                       | Ossètes et Russes                                                   | État autoproclamé : république d'Ossétie du Sud                                                                         | Reconnaissance de l'indépendance ou rattachement à la Russie (Ossétie du Nord-Alanie) |                   |             |                      |
| Géorgie         | Lazistan                             | Lazes                                                               | | Reconnaissance de la culture laze, voire autonomie territoriale locale |                   |             |                      |
| Géorgie         | Djavakhétie                          | Arméniens                                                           | Alliance démocratique djavakhe unie                                                                                     | Autonomie |                   |             |                      |
| Irak            | Kurdistan irakien                    | Kurdes                                                              | PDK | Indépendance et réunion des territoires kurdes |                   |             |                      |
| Irak            | Kurdistan irakien                    | Kurdes                                                              | UPK | Indépendance et réunion des territoires kurdes | 1975              | ✔️          |                      |
| Irak            | Kurdistan irakien                    | Kurdes                                                              | Mouvement Goran | | 2009              | ✔️          |                      |
| Irak            | Kurdistan irakien                    | Kurdes                                                              | PCDK | Indépendance et réunion des territoires kurdes | 1946              | ✔️          | ✔️                   |
| Iran            | Azerbaïdjan iranien                  | Azéris                                                              | | Plus d'autonomie |                   |             |                      |
| Iran            | Kurdistan                            | Kurdes                                                              | Parti pour une vie libre au Kurdistan                                                                                   | Indépendance et réunion des territoires kurdes | 2004              | ✔️          | ✔️                   |
| Iran            | Kurdistan                            | Kurdes                                                              | Parti démocratique du Kurdistan d’Iran                                                                                  | Indépendance et réunion des territoires kurdes | 1945              | ✔️          | ✔️                   |
| Israël          | Golan                                | Druzes                                                              | Nombreux mouvements locaux                                                                                              | Rattachement à la Syrie |                   |             |                      |
| Israël          | Palestine                            | Palestiniens                                                        | Hamas | Indépendance de la Palestine, destruction de l'État d'Israël | 1987              | ✔️          | ✔️                   |
| Israël          | Palestine                            | Palestiniens                                                        | Jihad islamique palestinien                                                                                             | Destruction de l'État d'Israël et établissement d'un État islamique palestinien | Années 1970       | ✔️          | ✔️                   |
| Israël          | Palestine                            | Palestiniens                                                        | Fatah | Indépendance de la Palestine, destruction de l'État d'Israël | 1959              | ✔️          | ✔️                   |
| Israël          | Palestine                            | Palestiniens                                                        | Comité de résistance populaire                                                                                          | Indépendance de la Palestine, destruction de l'État d'Israël | 2000              | ✔️          | ✔️                   |
| Israël          | Palestine                            | Palestiniens                                                        | Front populaire de libération de la Palestine                                                                           | Indépendance de la Palestine, destruction de l'État d'Israël | 1967              | ✔️          | ✔️                   |
| Israël          | Palestine                            | Palestiniens                                                        | Front démocratique pour la libération de la Palestine                                                                   | Création d'un État palestinien communiste où Palestiniens et Juifs vivraient en paix | 1974              | ✔️          | ✔️                   |
| Israël          | Palestine                            | Palestiniens                                                        | Front de libération de la Palestine                                                                                     | Indépendance de la Palestine | 1959              | ✔️          | ✔️                   |
| Israël          | Palestine                            | Palestiniens                                                        | Armée de l'Islam | Création d'un État islamique en Palestine, restauration du califat. | 2006              | ✔️          | ✔️                   |
| Israël          | Palestine                            | Palestiniens                                                        | Jamaat Ansar al-Sunna                                                                                                   | Établissement d'un émirat islamique en Palestine | 2009              | ❌          | ✔️                   |
| Israël          | Palestine                            | Palestiniens                                                        | Jund Ansar Allah | | 2003              | ❌          | ✔️                   |
| Liban           | Pays araméen                         | Araméens                                                            | Organisation démocratique araméenne (en)                                                                                | Création d'un État indépendant pour la nation araméenne | 1988              | ❌          | ✔️                   |
| Russie          | Abazinie                             | Abazines                                                            | Congrès mondial des peuples abkhazes et abazines                                                                        | Indépendance, de la totalité du territoire abazine ou bien uniquement de la localité de Psyj (en)                                                                                                 |                   |             |                      |
| Russie          | Kabardino-Balkarie                   | Balkars                                                             | | Séparation de la Kabardino-Balkarie et création d'une entité autonome balkare |                   |             |                      |
| Russie          | Circassie                            | Tcherkesses, Tcherkessogaï                                          | Congrès circassien, Initiative jeunesse circassienne, Adyge Djegi, Adyge Khesi, Association circassienne internationale | Indépendance |                   |             |                      |
| Russie          | Ciscaucasie                          | Ingouches, Tchétchènes, musulmans du Daghestan, Balkars et Kabardes | Émirat du Caucase | Installation d'un régime islamique | 2007              | ✔️          | ✔️                   |
| Russie          | Ciscaucasie                          | Ingouches, Tchétchènes, musulmans du Daghestan, Balkars et Kabardes | Confédération des peuples des montagnes du Caucase                                                                      | Création d'une « Confédération des Peuples des Montagnes » | 1990              | ✔️          | ✔️                   |
| Russie          | Daghestan                            | Peuples du Daghestan                                                | | Indépendance |                   |             |                      |
| Russie          | Ingouchie                            | Ingouches                                                           | | Indépendance |                   |             |                      |
| Russie          | Karatchaïévo-Tcherkessie             | Karatchaïs                                                          | | Séparation de la Karatchaïévo-Tcherkessie et création d'une entité autonome Karatchaïe |                   |             |                      |
| Russie          | Lezghistan                           | Lezghiens                                                           | Mouvement lezghien de l'Albanie du Caucase                                                                              | Indépendance |                   |             |                      |
| Russie          | Lezghistan                           | Lezghiens                                                           | Mouvement Sadval | Indépendance | 2007              | ✔️          | ❌                   |
| Russie          | Lezghistan                           | Lezghiens                                                           | Union patriotique lezhgienne                                                                                            | |                   |             |                      |
| Russie          | Lezghistan                           | Lezghiens                                                           | Mouvement fédéral lezghien pour l'autonomie nationale et culturelle                                                     | Autonomie | 1999              | ✔️          | ❌                   |
| Russie          | Ossétie du Nord-Alanie               | Ossètes                                                             | | Indépendance de l'Ossétie ou réunification avec l'Ossétie du Sud |                   |             |                      |
| Russie          | Tchétchénie                          | Tchétchènes                                                         | Parti démocratique Vainakh                                                                                              | Indépendance | 1990              | ✔️          |                      |
| Russie          | Tchétchénie                          | Tchétchènes                                                         | Congrès national du peuple tchétchène                                                                                   | Établissement d'une RSS autonome, puis indépendance | 1990              | ❌          | ✔️                   |
| Russie          | Tchétchénie                          | Tchétchènes                                                         | Parti de l'Indépendance nationale                                                                                       | Indépendance |                   |             |                      |
| Syrie           | Assyrie                              | Assyriens                                                           | Parti de l'union syriaque                                                                                               | Indépendance | 2005              | ✔️          | ✔️                   |
| Syrie           | Assyrie                              | Assyriens                                                           | Organisation démocratique assyrienne                                                                                    | Indépendance | 1957              | ❌          | ✔️                   |
| Syrie           | Assyrie                              | Assyriens                                                           | Conseil militaire syriaque                                                                                              | Indépendance | 2013              | ✔️          | ✔️                   |
| Syrie           | Assyrie                              | Assyriens                                                           | Sutoro (en) | Défense des droits des Assyriens | 2012              | ✔️          | ✔️                   |
| Syrie           | Kurdistan                            | Kurdes                                                              | Parti de l'union démocratique                                                                                           | Indépendance et réunion des territoires kurdes | 2003              | ✔️          | ✔️                   |
| Turquie         | Kurdistan                            | Kurdes                                                              | Congrès pour la liberté et la démocratie au Kurdistan                                                                   | Indépendance | 2001              | ✔️          | ❌                   |
| Turquie         | Kurdistan                            | Kurdes                                                              | Parti des travailleurs du Kurdistan                                                                                     | Indépendance | 1978              | ✔️          | ✔️                   |
| Turquie         | Kurdistan                            | Kurdes                                                              | Parti de la paix et de la démocratie                                                                                    | Décentralisation et autonomie interne pour le Kurdistan | 2008              | ❌          | ❌                   |
| Turquie         | Zazastan                             | Zazas                                                               | | Reconnaissance de la culture Zaza, voire autonomie territoriale locale (au cas où elle serait aussi accordée aux Kurdes, notamment autour de Tunceli, Diyarbakir, Bingöl, Erzincan, et Elazig)    |                   |             |                      |
| Turquie         | Lazistan                             | Lazes                                                               | | Reconnaissance de la culture Laze, voire autonomie territoriale locale (au cas où elle serait aussi accordée aux Kurdes et aux Zazas, notamment autour de Trabzon, Artvin, Giresun, Rize et Ordu) |                   |             |                      |
| Yémen           | Conseil politique suprême            | Houthis                                                             | Insurrection houthiste au Yémen                                                                                         | Sécession | 2004              | ✔️          | ✔️                   |
| Yémen           | République populaire du Yémen du Sud | Yéménite du sud                                                     | Mouvement du Sud | Sécession | 2007              | ✔️          | ✔️                   |

## Océanie
| Pays                        | Territoire                                                    | Peuple                                                     | Organisation                                            | Revendications                                                                   | Date de fondation | En activité | Usage de la violence                                   |
| --------------------------- | ------------------------------------------------------------- | ---------------------------------------------------------- | ------------------------------------------------------- | -------------------------------------------------------------------------------- | ----------------- | ----------- | ------------------------------------------------------ |
| Australie                   | Aborigènes d'Australie                                        | Aborigènes d'Australie                                     | Ambassade aborigène                                     | Souveraineté                                                                     | 1972              | ✔️          | ❌                                                     |
| Australie                   | République Murrawarri                                         | Aborigène de la tribu des Murrawarri                       | Conseil du Morrawarri                                   | Indépendance (déclarée en 2013, non reconnue)                                    |                   | ✔️          | ❌                                                     |
| Australie                   | Île Norfolk                                                   | Habitants de l'Île Norfolk (en)                            |                                                         | Devenir une région autonome d'Australie ou un État associé à la Nouvelle-Zélande |                   | ✔️          | ❌                                                     |
| Australie                   | Îles du détroit de Torrès                                     | Indigènes du détroit de Torrès                             |                                                         | Autonomie                                                                        |                   | ✔️          | ❌                                                     |
| Australie                   | Australie-Occidentale                                         | Australiens                                                | Parti WAxit (en)                                        | Sécession                                                                        | 2016              | ✔️          | ❌                                                     |
| Australie                   | Tasmanie                                                      | Tasmaniens                                                 | First party of Tasmania                                 | Sécession                                                                        |                   | ✔️          | ❌                                                     |
| Australie                   | État de Victoria                                              | Australiens                                                | Victorian Independence Movement                         | Indépendance                                                                     |                   | ✔️          | ❌                                                     |
| Chili                       | Île de Pâques                                                 | Pascuans                                                   |                                                         | Indépendance                                                                     |                   |             |                                                        |
| États fédérés de Micronésie | Chuuk                                                         | Chuukois                                                   | Gouvernement de l’État de Chuuk                         | Indépendance                                                                     |                   | ✔️          | ❌                                                     |
| États fédérés de Micronésie | Faichuk                                                       | Faichuukois                                                | Gouvernement de l’État de Faichuuk                      | Indépendance                                                                     |                   | ✔️          | ❌                                                     |
| États-Unis                  | Guam                                                          | Habitants de Guam                                          |                                                         | Indépendance                                                                     |                   |             |                                                        |
| États-Unis                  | Hawaï                                                         | Hawaïens                                                   | Parti Aloha ʻĀina (en)                                  | Indépendance                                                                     | 1997              | ✔️          | ❌                                                     |
| États-Unis                  | Hawaï                                                         | Hawaïens                                                   | Parti Home Rule hawaïen (en)                            | Indépendance                                                                     | 1900              | ❌          | ❌                                                     |
| États-Unis                  | Hawaï                                                         | Hawaïens                                                   | Bureau des affaires hawaïenne (en)                      | Indépendance                                                                     | 1900              | ✔️          | ❌                                                     |
| France                      | Nouvelle-Calédonie ou Kanaky (pour les indépendantistes)      | Une partie des Kanaks, une minorité des autres communautés | Front de libération nationale kanak et socialiste       | Indépendance                                                                     | 1984              | ✔️          |                                                        |
| France                      | Nouvelle-Calédonie ou Kanaky (pour les indépendantistes)      | Une partie des Kanaks, une minorité des autres communautés | Union calédonienne                                      | Indépendance                                                                     | 1953              | ✔️          |                                                        |
| France                      | Nouvelle-Calédonie ou Kanaky (pour les indépendantistes)      | Une partie des Kanaks, une minorité des autres communautés | Union nationale pour l'indépendance                     | Indépendance                                                                     | 2001              | ✔️          |                                                        |
| France                      | Nouvelle-Calédonie ou Kanaky (pour les indépendantistes)      | Une partie des Kanaks, une minorité des autres communautés | Parti de libération kanak                               | Indépendance                                                                     | 1975              | ✔️          |                                                        |
| France                      | Nouvelle-Calédonie ou Kanaky (pour les indépendantistes)      | Une partie des Kanaks, une minorité des autres communautés | Rassemblement démocratique océanien                     | Indépendance                                                                     | 1994              | ✔️          |                                                        |
| France                      | Nouvelle-Calédonie ou Kanaky (pour les indépendantistes)      | Une partie des Kanaks, une minorité des autres communautés | Union progressiste en Mélanésie                         | Indépendance                                                                     | 1974              | ✔️          |                                                        |
| France                      | Nouvelle-Calédonie ou Kanaky (pour les indépendantistes)      | Une partie des Kanaks, une minorité des autres communautés | Libération kanak socialiste                             | Indépendance                                                                     | 1981              | ✔️          |                                                        |
| France                      | Nouvelle-Calédonie ou Kanaky (pour les indépendantistes)      | Une partie des Kanaks, une minorité des autres communautés | Fédération des comités de coordination indépendantistes | Indépendance                                                                     | 1998              | ✔️          |                                                        |
| France                      | Nouvelle-Calédonie ou Kanaky (pour les indépendantistes)      | Une partie des Kanaks, une minorité des autres communautés | Parti travailliste (Nouvelle-Calédonie)                 | Indépendance                                                                     | 2007              | ✔️          |                                                        |
| France                      | Polynésie française ou Maohi Nui (pour les indépendantistes)  | Tahitiens                                                  | Union pour la démocratie                                | Autonomie, indépendance                                                          | 2004              | ✔️          |                                                        |
| France                      | Polynésie française ou Maohi Nui (pour les indépendantistes)  | Tahitiens                                                  | Front de libération de la Polynésie                     | Indépendance                                                                     | 1977              | ✔️          |                                                        |
| France                      | Îles Marquises                                                | Tahitiens                                                  |                                                         | Création d'une collectivité d'outre-mer distincte de la Polynésie française      |                   |             |                                                        |
| France                      | Moorea                                                        |                                                            |                                                         | Indépendance                                                                     |                   |             |                                                        |
| Îles Salomon                | Province de Malaita                                           |                                                            | Conseil des anciens de l'île                            | Sécession et réunification à Fidji                                               |                   |             |                                                        |
| Kiribati                    | Banaba                                                        | Banabans                                                   |                                                         | Indépendance                                                                     |                   |             |                                                        |
| Nouvelle-Zélande            | Îles Cook                                                     | Maoris                                                     | Ariki des Îles Cook                                     | Indépendance                                                                     |                   |             |                                                        |
| Nouvelle-Zélande            | Île du Sud (voir aussi : Nationalisme dans l'Île du Sud (en)) | Habitants de l'Île du Sud                                  | NZ South Island Party                                   | Plus grande représentativité de l'Île du Sud                                     | 1999              | ❌          | ❌                                                     |
| Nouvelle-Zélande            | Île du Sud (voir aussi : Nationalisme dans l'Île du Sud (en)) | Habitants de l'Île du Sud                                  | South Island First                                      | Autodétermination pour l'Île du Sud                                              |                   | ✔️          | ❌                                                     |
| Nouvelle-Zélande            | Île du Sud (voir aussi : Nationalisme dans l'Île du Sud (en)) | Habitants de l'Île du Sud                                  | New Munster Party                                       | Indépendance                                                                     |                   | ✔️          | ❌                                                     |
| Nouvelle-Zélande            | Île du Sud (voir aussi : Nationalisme dans l'Île du Sud (en)) | Habitants de l'Île du Sud                                  | South Island Independence Movement                      | Indépendance                                                                     |                   | ✔️          | ❌                                                     |
| Papouasie-Nouvelle-Guinée   | Île Bougainville                                              |                                                            | Panguna Landowners Association                          | Indépendance                                                                     | 1978              | ✔️          | (Armée révolutionnaire de Bougainville, jusqu'en 2001) |
| Papouasie-Nouvelle-Guinée   | Nouvelle-Irlande                                              |                                                            |                                                         | Autonomie                                                                        |                   |             |                                                        |
| Vanuatu                     | Espiritu Santo                                                | Ni-Vanuatu                                                 | Nagriamel                                               | Indépendance                                                                     | 1966              | ❌          | ❌                                                     |